# Svirok, Sosnîțea
Svirok (în ucraineană Свірок) este un sat în comuna Hlopeanîkî din raionul Sosnîțea, regiunea Cernihiv, Ucraina.

## Demografie
Componența lingvistică a localității Svirok
     Ucraineană (91,53%)
     Rusă (8,47%)
Conform recensământului din 2001, majoritatea populației localității Svirok era vorbitoare de ucraineană (91,53%), existând în minoritate și vorbitori de rusă (8,47%).